# 372573 Pietromenga
372573 Pietromenga è un asteroide della fascia principale. Scoperto nel 2009, presenta un'orbita caratterizzata da un semiasse maggiore pari a 2,6599380 UA e da un'eccentricità di 0,0451132, inclinata di 21,14874° rispetto all'eclittica.
L'asteroide è dedicato all'attivista italiano Pietro Menga.